# アトラサウルス
アトラサウルス（Atlasaurus　アトラスのトカゲ」の意味）はジュラ紀中期（バトニアン-カロビアン）に現在のアフリカ北部に生息していた中程度の大きさの竜脚類恐竜の属の一つである。

## 発見と種

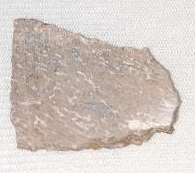
アトラサウルスの骨片

アトラサウルスは1999年に Monbaron 、デイル・ラッセル、フィリップ・タケにより記載された。属名は発見地であるモロッコのアトラス山脈（ティーターンのアトラスが天を支えてるとされた場所）の高アトラス地域と、この動物が巨大であること（体長約15 m）にちなんだものである。頭骨を含む完全に近い骨格が、モロッコのタドラ＝アジラル地方、アジラル州にあるTiougguit累層のジュラ紀中期（バトン期-カロヴォ期）の地層から発見されている。
タイプ種はAtlasaurus imelakeiで、種小名はアラビア語のImelakeという巨人の名前に由来していて、北アフリカに生息していた巨大な動物であることにちなんでいる。

## 分類

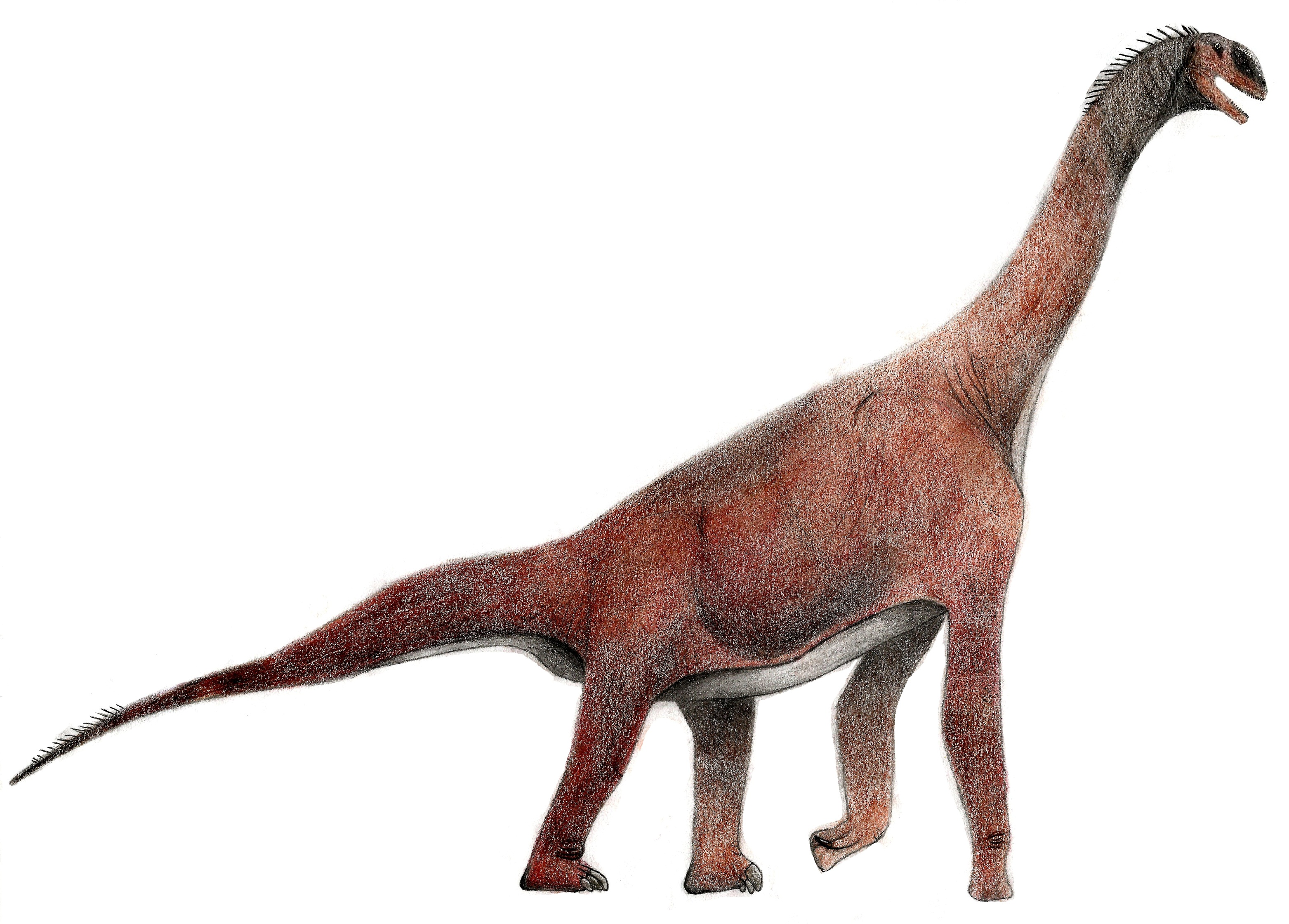
復元図

1981年の発見時には比較的原始的な竜脚類である「ケティオサウルス類」と同定された。椎骨と四肢の細部の類似性に基づくとアトラサウルスは既知の他の竜脚類よりもブラキオサウルスに近縁であるようだ。ブラキオサウルスと異なり、脊椎の推定上の長さ（12個の胴椎と仮定して3.04 m）と比較して大きな頭骨をもち、首は短く（少なくとも13個の頸椎があり、それぞれが個々ブラキオサウルスのものより短く、同じ長さである）、尾が長く、細長い四肢（上腕骨と大腿骨の比率が0.99、尺骨と脛骨の比率が1.15）を持つ。下顎の長さは69 cm、首の長さは約3.86 m、上腕骨の長さは1.95 m、大腿骨の長さは約2 mであり、体長は15 m、体重22.5 tと推定されている。歯はスプーン状で小歯状突起を持つ。 

## 参照
1. 1 2  Monbarona, M., Russell D. A.; (1999);Taquetc P.;Atlasaurus imelakei n.g., n.sp., a brachiosaurid-like sauropod from the Middle Jurassic of Morocco: Comptes rendus de l'Académie des sciences - IIa : Earth & Planetary Sciences, 329, 519-526.
2. ↑  N. Cetiosaurus moghrebiensis dinosaurien du Haut Atlas Central. Almadar, 11, 91-105